# Kreditkassen for Husejere i Kjøbenhavn
Kreditkassen for Husejere i Kjøbenhavn eller Husejernes Kreditkasse blev af en gruppe velhavende københavnere, bl.a. professor Abraham Kall, stiftet i 1797 til finansiering af genopbygningen af dele af København efter den store brand i 1795. Kreditkassen var det første danske realkreditinstitut, dvs. det ydede lån mod sikkerhed i fast ejendom og finansierede sig ved at udstede omsættelige gældsbreve (obligationer). Et lignende system var blevet introduceret i Tyskland i 1769.
Husejernes Kreditkasse var kreditorledet, men fungerede i øvrigt på en måde, der svarer til de senere oprettede kreditforeninger.
Lånene blev de første mange år ydet til en rente på 4%, der var den fastsatte maksimalrente. En del af lånene blev ydet som uamortisable lån, hvorfor der endnu er obligationer fra Husejernes Kreditkasse i cirkulation.
Husejernes Kreditkasse fusioneredes i 1975 med det daværende Byggeriets Realkreditfond, nu BRFkredit.
Kreditkassen havde adresse på Rådhuspladsen 59 (tegnet 1928 af det bygningssagkyndige bestyrelsesmedlem, arkitekt Einar Ambt, fuldført 1929 efter Ambts død af Gunnar Juul Brask)
|  | Denne artikel om en bygning eller et bygningsværk kan blive bedre, hvis der indsættes et (bedre) billede. Du kan hjælpe ved at afsøge Wikimedia Commons for et passende billede eller lægge et op på Wikimedia Commons med en af de tilladte licenser og indsætte det i artiklen. |

|  | Denne artikel er mærket geografiske koordinater mangler og der er defineret et hovedkvarter Pt. kan skabelonen, som sættes denne besked, ikke håndtere geografiske koordinater på et hovedkvarter. Men der arbejdes på sagen. Du kan hjælpe ved at indsætte koordinater i wikidata. |